# Prusy (Slowakei)
Prusy (ungarisch Poroszi – bis 1907 Prusz) ist eine Gemeinde im Westen der Slowakei mit 666 Einwohnern (Stand 31. Dezember 2024), die zum Okres Bánovce nad Bebravou, einem Teil des Trenčiansky kraj, gehört.

## Geographie
Die Gemeinde befindet sich im Nordteil des Hügellands Nitrianska pahorkatina am Bach Jelešnica im Einzugsgebiet der Bebrava. Das Ortszentrum liegt auf einer Höhe von 220 m n.m. und ist sechs Kilometer von Bánovce nad Bebravou entfernt.
Nachbargemeinden sind Podlužany im Westen und Norden, Ľutov im Nordosten, Dubnička im Osten, Horné Naštice im Südosten und Bánovce nad Bebravou im Süden.

## Geschichte
Prusy wurde zum ersten Mal 1208 als Prus erwähnt und war im Jahr 1389 Bestandteil des Herrschaftsgebiets der Burg Uhrovec, später der Herrschaft Trentschin-Banowitz. 1598 gab es eine Mühle und 17 Häuser im Ort, 1715 wohnten 12 Haushalte im Ort, 1784 hatte die Ortschaft 39 Häuser, 57 Familien und 306 Einwohner, 1828 zählte man 30 Häuser und 355 Einwohner, die als Landwirte beschäftigt waren.
Bis 1918 gehörte der im Komitat Trentschin liegende Ort zum Königreich Ungarn und kam danach zur Tschechoslowakei beziehungsweise heute Slowakei. In der ersten tschechoslowakischen Republik arbeiteten die Einwohner als Landwirte und Zimmerleute.

## Bevölkerung
| Jahr                | 1994 | 2004    | 2014    | 2024     |
| ------------------- | ---- | ------- | ------- | -------- |
| Anzahl der Personen | 531  | 551     | 598     | 666      |
| Unterschied         |      | +3,76 % | +8,52 % | +11,37 % |

| Jahr                | 2023 | 2024    |
| ------------------- | ---- | ------- |
| Anzahl der Personen | 648  | 666     |
| Unterschied         |      | +2,77 % |

Nach der Volkszählung 2011 wohnten in Prusy 561 Einwohner, davon 551 Slowaken und zwei Ukrainer. Acht Einwohner machten keine Angabe zur Ethnie.
479 Einwohner bekannten sich zur römisch-katholischen Kirche, 43 Einwohner zur Evangelischen Kirche A. B., zwei Einwohner zur griechisch-katholischen Kirche und ein Einwohner zur apostolischen Kirche. 25 Einwohner waren konfessionslos und bei 11 Einwohnern wurde die Konfession nicht ermittelt.